# Garcés Navas (Bogotá)
Garcés Navas es un barrio de UPZ 73 perteneciente la localidad de Engativá al noroccidente de Bogotá y al occidente de su Localidad.

## Toponimia
El nombre del barrio, se usó como homenaje póstumo a José Vicente Garcés Navas, gerente del Instituto de Crédito Territorial (ICT) en 1973.

## Historia
El barrio Garcés Navas comenzó su construcción durante el gobierno de Carlos Lleras Restrepo, cuando José Vicente Garcés Navas, gerente del Instituto de Crédito Territorial (ICT), fue comisionado para la compra de los terrenos que servirían para el desarrollo del barrio por sistema de auto-construcción que se inició en el año de 1967 con proyección de cuatro etapas. Se organizaron grupos de trabajo comunitario los cuales se encargaban de la construcción de las viviendas, las cuales, ya terminadas entraban a un sorteo. 
El barrio fue creciendo a medida que el ICT diseñó un plan de autoconstrucción de las viviendas. Su inauguración oficial fue en 1973, se construyeron 5.026 unidades de vivienda 
Antes de comenzar la construcción, los terrenos fueron una hacienda adquirida por el Estado colombiano. Los primeros habitantes del barrio construyeron sus casas con un préstamo de vivienda por medio del Instituto de Crédito territorial. Este fue un proyecto de interés social que otorgaba a los futuros adjudicatarios, lo que sería su vivienda propia. El proceso consistía en el pago de una cuota mensual para la posterior compra de materiales de construcción. El barrio está dividido en cuatro sectores denominados A, B, C y F; cada uno de estos sectores a su vez es subdividido por núcleos. Este trabajo también lo realizó el ICT.
En 1973 también se funda el IED Garcés Navas, en 1976 bajo el nombre de Escuela Garcés inicia labores el hoy IED Nueva Constitución.

## Barrios vecinos
Al Norte
- Bolivia
- Calle 80

Al Sur
- Villa Amalia
- Villas del Dorado
- Avenida Calle 68 (hoy calle 72)

Al Occidente
- Carrera 110
- Villas de Granada
- El Mortiño

Al Oriente
- Álamos Norte
- Molinos del Viento

## Aspectos socioeconómicos
Es un barrio popular con varios comercios y entidades prestadoras de servicios, de salud, parques, iglesia y una estación de bomberos que beneficia a la localidad de Engativá.

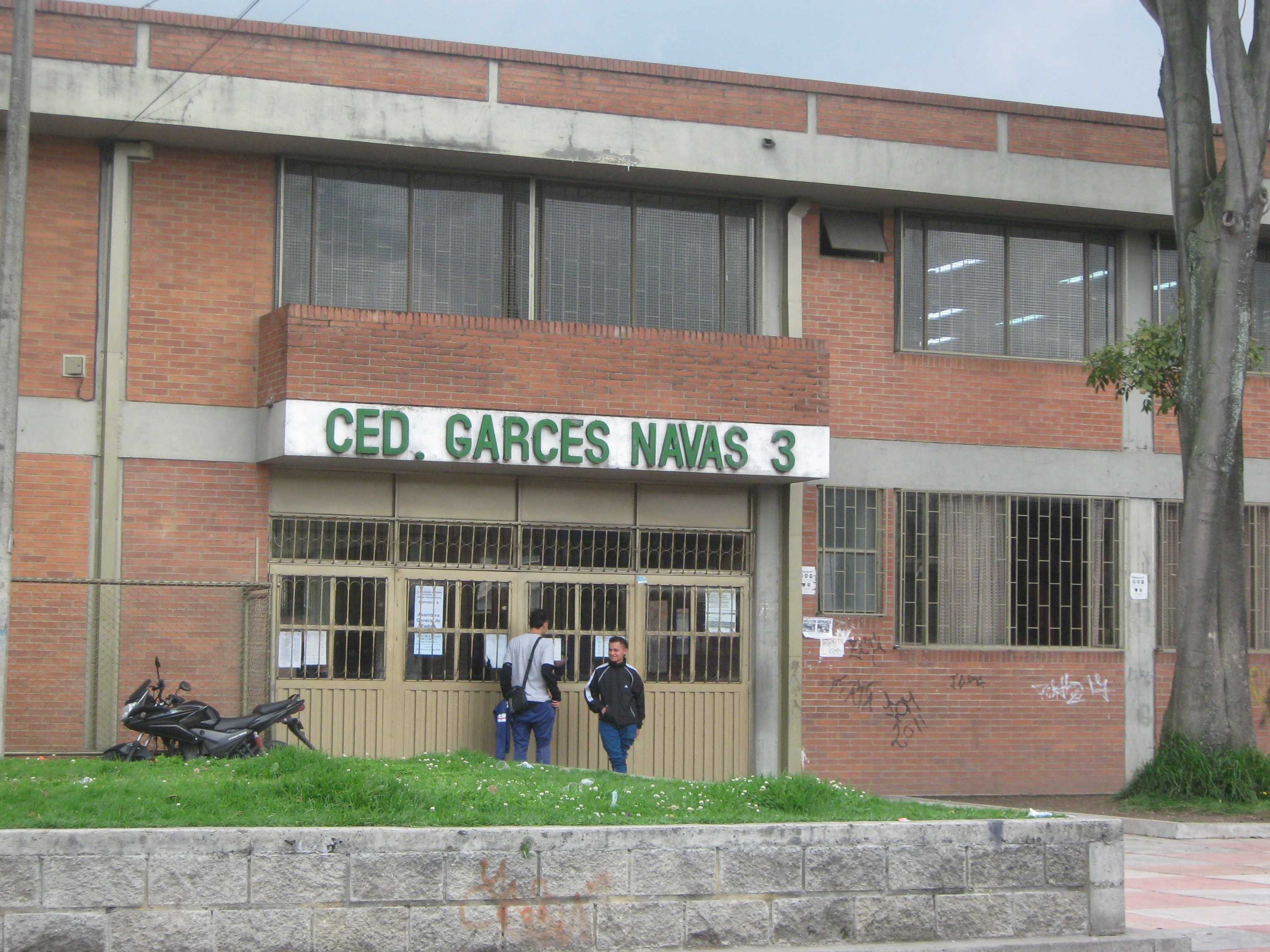
Colegio Garcés Navas

## Sitios importantes e infraestructura

#### Educación
- IED  Garcés Navas
- IED  Charry
- IED Nueva Constitución[2]
- Colegio Real de Colombia

Seguridad
- Estación de Bomberos Garcés Navas
- Puesto de Salud.

Deportes

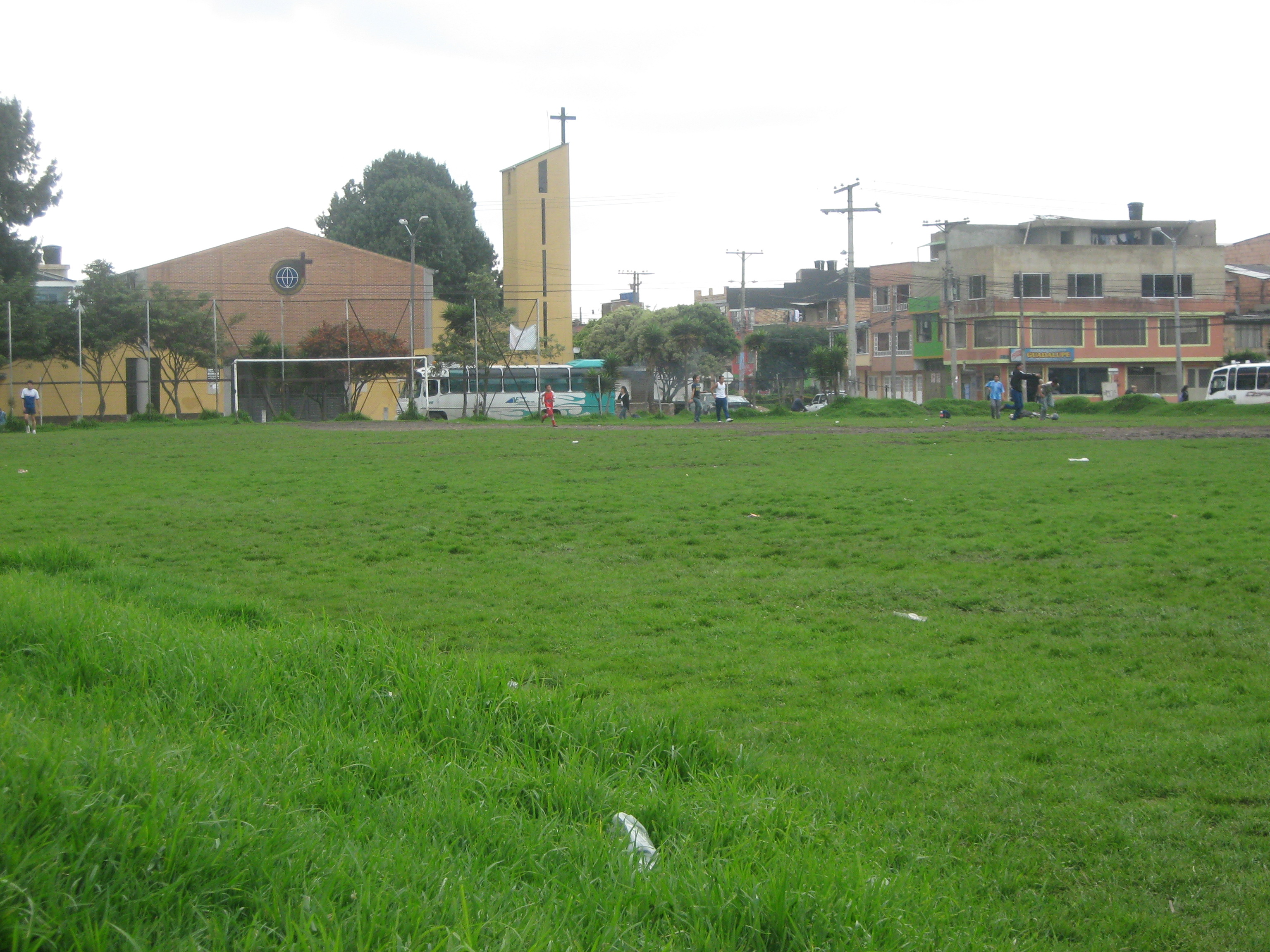
Cancha de fútbol Barrio Garcés Navas.

Garcés Navas tiene dos escenarios deportivos, una cancha de fútbol ubicada al frente de la parroquia del Verbo Divino, el parque Sprinfield, y varios parques vecinales.
(La cancha de fútbol, fue cedida por el ICT a SISA, quien se la vendió a particulares)
Religión
- Parroquia del Verbo Divino

## Acceso y Vías
- Por la calle 80
- Ruta de alimentador Portal 80 1.2 circular al barrio Garcés Navas

## Rutas delSITP
- A153C153 Centro-Suba Gaitana
- F154C154 Puente Aranda-Suba Nogales
- G208D208 Metrovivienda-Puente de Guadua
- K102C102 Salitre-El Greco-Suba Fontanar
- L155C155 Gaviotas-Suba Gaitana

## Vías de acceso
Otras vías de acceso son: la calle 73, las carreras 104, 107 y 110